# 新埃及妖后
《新埃及妖后》（英語：Antony and Cleopatra）是一部1972年的英國劇情片，為莎翁名劇《安東尼與克麗奧佩托拉》眾多電影版本之一。電影由查爾登·希士頓執導，希士頓及喜德嘉·妮露等主演。

## 演員
- 查爾登·希士頓 飾 麥·安東尼（Marc Antony）
- 喜德嘉·妮露 飾 克麗奧佩托拉（Cleopatra）
- 艾力·波達 飾 伊諾巴布斯（Enobarbus）
- 尊·卡素 飾 奧泰維斯·凱撒（Octavius Caesar）
- 范南度·雷 飾 立比塞斯（Lepidus）
- Juan Luis Galiardo 飾 Alexas
- 卡曼·茜維拉 飾 奧泰華（Octavia）
- 弗雷迪·琼斯 飾 邦貝（Sextus Pompey）
- Fernando Bilbao 飾 Menecrates
- Peter Arne 飾 Menas
- Douglas Wilmer 飾 阿格里帕（Agrippa）

## 外部連結
- 互联网电影数据库（IMDb）上《新埃及妖后》的资料（英文）